# Paracyclops baicalensis
Paracyclops baicalensis – gatunek widłonoga z rodziny Cyclopidae. Występuje w jeziorze Bajkał. Opisała go w 1962 roku rosyjska (radziecka) zoolog Galina Fiodorowna Maziepowa, nadając mu nazwę Paracyclops fimbriatus baicalensis, czyli uznając za podgatunek Paracyclops fimbriatus.